# U-71 (1940)
| U-71 | U-71 | U-71 |
| --- | --- | --- |
| U 71 | | |
| | | |
| Підводний човен U-71 атакований британським літаком-амфібією «Сандерлендом». 5 червня 1942                  | | |
| Верф | Germaniawerft, Кіль | Germaniawerft, Кіль |
| Під прапором                                                                                                | Третій Рейх | Третій Рейх |
| Належність                                                                                                  | Крігсмаріне | Крігсмаріне |
| Порт приписки                                                                                               | Кіль, Сен-Назер, Мемель | Кіль, Сен-Назер, Мемель |
| Замовлення                                                                                                  | 25 січня 1939 | 25 січня 1939 |
| Закладений                                                                                                  | 21 грудня 1939 | 21 грудня 1939 |
| Спуск на воду                                                                                               | 31 жовтня 1940 | 31 жовтня 1940 |
| Введений до складу флоту                                                                                    | 14 грудня 1940 | 14 грудня 1940 |
| Виведений зі складу флоту                                                                                   | 2 травня 1945 | 2 травня 1945 |
| На службі                                                                                                   | 1940—1945 | 1940—1945 |
| Загибель | 2 травня 1945 року затоплений у порту Вільгельмсгафена                                                                               | 2 травня 1945 року затоплений у порту Вільгельмсгафена                                                                               |
| Сучасний статус                                                                                             | затоплений | затоплений |
| Бойовий досвід                                                                                              | Друга світова війна Битва за Атлантику                                                                                               | Друга світова війна Битва за Атлантику                                                                                               |
| Проєкт | | |
| Тип ПЧ | середній торпедний ДПЧ | середній торпедний ДПЧ |
| Вартість | 4 714 000 ℛℳ | 4 714 000 ℛℳ |
| Основні характеристики                                                                                      | | |
| Швидкість (надводна)                                                                                        | 17,7 вузла (32,8 км/год) | 17,7 вузла (32,8 км/год) |
| Швидкість (підводна)                                                                                        | 7,6 вузла (14,1 км/год) | 7,6 вузла (14,1 км/год) |
| Робоча глибина занурення                                                                                    | 230 м | 230 м |
| Гранична глибина занурення                                                                                  | 250—295 м | 250—295 м |
| Дальність плавання                                                                                          | 80 миль (150 км) на швидкості 4 вузли (в підводному положенні) 8500 миль (15 700 км) на швидкості 10 вузлів (у надводному положенні) | 80 миль (150 км) на швидкості 4 вузли (в підводному положенні) 8500 миль (15 700 км) на швидкості 10 вузлів (у надводному положенні) |
| Екіпаж | 44—52 особи | 44—52 особи |
| Розміри | | |
| Довжина найбільша (по КВЛ)                                                                                  | 67,1 м | 67,1 м |
| Ширина корпусу найб.                                                                                        | 6,2 м | 6,2 м |
| Висота | 9,6 м | 9,6 м |
| Середня осадка (по КВЛ)                                                                                     | 4,74 м | 4,74 м |
| Водотоннажність надводна                                                                                    | 769 т | 769 т |
| Силова установка                                                                                            | | |
| дизель-електрична; 2 дизельних двигуни MAN M 6 V 40/46, 2 електродвигуни Siemens-Schuckertwerke GU 343/38-8 | | |
| Гвинти | 2 | 2 |
| Потужність                                                                                                  | 2 × 2100—2310 к.с. (дизелі) 2 × 750 к.с. (електродвигуни)                                                                            | 2 × 2100—2310 к.с. (дизелі) 2 × 750 к.с. (електродвигуни)                                                                            |
| Озброєння                                                                                                   | | |
| Артилерія                                                                                                   | 1 × 88-мм палубна гармата SK C/35 | 1 × 88-мм палубна гармата SK C/35 |
| Торпедно- мінне озброєння                                                                                   | 4 носових і один кормовий ТА 14 торпед та 26 мін TMA                                                                                 | 4 носових і один кормовий ТА 14 торпед та 26 мін TMA                                                                                 |
| ППО | 1 × 37-мм зенітна гармата Flak M42 2 × 20-мм зенітні гармати FlaK 30                                                                 | 1 × 37-мм зенітна гармата Flak M42 2 × 20-мм зенітні гармати FlaK 30                                                                 |

U-71 (нім. U 71 (Kriegsmarine) — німецький середній підводний човен класу підводних човнів типу VII військово-морських сил Третього Рейху.

## Історія служби
Закладений 21 грудня 1939 на верфі «Германіаверфт» в Кілі під будівельним номером 618, спущений на воду 31 жовтня 1940 року. Човен увійшов до строю Крігсмаріне 14 грудня 1940 року під командуванням капітан-лейтенанта Вальтера Флашенберга.
Зробив 10 бойових походів, потопивши 5 суден сумарною водотоннажністю 38 894 брт. Затоплений 2 травня 1945 року у Вільгельмсгафені в рамаках операції «Регенбоген».

## Командири
- Корветтен-капітан Вальтер Флаксенберг (14 грудня 1940 — 3 липня 1942)
- Оберлейтенант-цур-зее Гардо Родлер фон Ройтберг (3 липня 1942 — 1 травня 1943)
- Оберлейтенант-цур-зее Уве Крістіансен (липень 1943 — травень 1944)
- Оберлейтенант-цур-зее Еріх Кремпль (1 липня — липень 1943)
- Оберлейтенант-цур-зее Курт Гартманн (травень — 7 червня 1944)
- Оберлейтенант-цур-зее Еміль Ранцау (8 червня 1944 — 27 лютого 1945)

## Потоплені судна

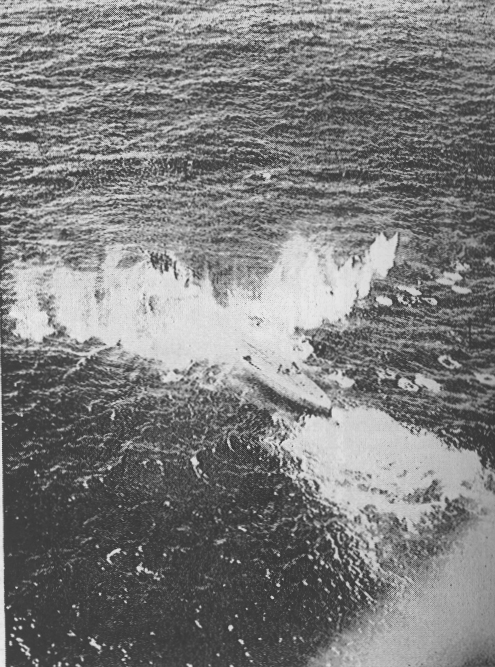
Підводний човен U-71 атакований британським літаком-амфібією «Сандерлендом» 5 червня 1942

| Назва       | Тип            | Належність      | Дата            | Тоннаж (БРТ) | Вантаж                             | Наслідок   | Координати                                                  |
| Ranja       | танкер         | Норвегія        | 17 березня 1942 | 6 355        | бензин                             | потоплений | 38°00′ пн. ш. 65°20′ зх. д. / 38.000° пн. ш. 65.333° зх. д. |
| Oakmar      | вантажне судно | США             | 20 березня 1942 | 5 766        | марганцева руда, каучук, мішковина | потоплений | 36°22′ пн. ш. 68°50′ зх. д. / 36.367° пн. ш. 68.833° зх. д. |
| Dixie Arrow | танкер         | США             | 26 березня 1942 | 8 046        | 2318 тонн сирої нафти              | потоплений | 34°55′ пн. ш. 75°02′ зх. д. / 34.917° пн. ш. 75.033° зх. д. |
| San Gerardo | танкер         | Велика Британія | 31 березня 1942 | 12 915       | 17000 тонн нафти                   | потоплений | 36°00′ пн. ш. 67°00′ зх. д. / 36.000° пн. ш. 67.000° зх. д. |
| Eastmoor    | вантажне судно | Велика Британія | 1 квітня 1942   | 5 812        | 7500 тонн генерального вантажу     | потоплений | 37°33′ пн. ш. 68°18′ зх. д. / 37.550° пн. ш. 68.300° зх. д. |